# Club de Hockey Barrocanes
El Club de Hockey Barrocanes (en idioma gallego Club de Hockey Barrocás) es un club deportivo de hockey sobre hierba y hockey sala de Orense, España.
Su equipo masculino compite en la División de Honor B.

## Historia
Fue fundado en 1990 en el barrio de Barrocanes, en Orense. En la temporada 1994-95 asciende a Primera División y en la 2003-04 debuta en División de Honor B, de la que se proclama campeón en la temporada 2005-06, ascendiendo a División de Honor A.